# William Robledo
William Andrés Robledo Rivas (Turbo, Antioquia, Colombia; 10 de diciembre de 1990) es un futbolista colombiano. Juega como arquero y su actual club es el Victoria de la Liga Nacional de Honduras.

## Clubes
| Club             | País     | Año             |
| ---------------- | -------- | --------------- |
| Valledupar F. C. | Colombia | 2009 - 2013     |
| Tigres           | Colombia | 2014            |
| Itagüí Leones    | Colombia | 2015            |
| Real Sociedad    | Honduras | 2018 - 2020     |
| Victoria         | Honduras | 2021 - Presente |

## Estadísticas
| Club                   | Div.          | Temporada     | Liga  | Liga  | Copa Nacional | Copa Nacional | Copa Internacional | Copa Internacional | Total | Total |
| Club                   | Div.          | Temporada     | Part. | Goles | Part.         | Goles         | Part.              | Goles              | Part. | Goles |
| ---------------------- | ------------- | ------------- | ----- | ----- | ------------- | ------------- | ------------------ | ------------------ | ----- | ----- |
| Valledupar Fútbol Club |               |               |       |       |               |               |                    |                    |       |       |
| 2.ª                    | 2009          | 0             | 0     | 0     | 0             | —             | —                  | 0                  | 0     |       |
| 2.ª                    | 2010          | 0             | 0     | 0     | 0             | —             | —                  | 0                  | 0     |       |
| 2.ª                    | 2011          | 3             | 0     | 0     | 0             | —             | —                  | 3                  | 0     |       |
| 2.ª                    | 2012          | 26            | 0     | 9     | 0             | —             | —                  | 35                 | 0     |       |
| 2.ª                    | 2013          | 2             | 0     | 2     | 0             | —             | —                  | 4                  | 0     |       |
| Total club             | Total club    | 31            | 0     | 11    | 0             | 0             | 0                  | 42                 | 0     |       |
| Tigres Fútbol Club     |               |               |       |       |               |               |                    |                    |       |       |
| 2.ª                    | 2014          | 26            | 0     | 1     | 0             | —             | —                  | 27                 | 0     |       |
| Total club             | Total club    | 26            | 0     | 1     | 0             | 0             | 0                  | 27                 | 0     |       |
| Itagüí Leones          |               |               |       |       |               |               |                    |                    |       |       |
| 2.ª                    | 2015          | 2             | 0     | 4     | 0             | —             | —                  | 6                  | 0     |       |
| Total club             | Total club    | 2             | 0     | 4     | 0             | 0             | 0                  | 6                  | 0     |       |
| Real Sociedad          |               |               |       |       |               |               |                    |                    |       |       |
| 2.ª                    | 2018-19       | 40            | 0     | —     | —             | —             | —                  | 40                 | 0     |       |
| 1.ª                    | 2019-20       | 3             | 0     | 0     | 0             | —             | —                  | 3                  | 0     |       |
| Total club             | Total club    | 43            | 0     | 0     | 0             | 0             | 0                  | 43                 | 0     |       |
| Total carrera          | Total carrera | Total carrera | 102   | 0     | 16            | 0             | 0                  | 0                  | 118   | 0     |